# Oblast Samara
De oblast Samara (Russisch: Самарская область, Samarskaja oblast) is een oblast (bestuurlijke eenheid) van Rusland.
De oblast ligt in de Oost-Europese vlakte aan de loop van de rivier Wolga. Er zijn verkeersverbindingen westwaarts naar Moskou en zuid/oostwaarts naar Siberië.
De Russische geschiedenis van de regio begon in 1586 met de stichting van de vestingstad Samara, die zich al gauw tot een bloeiende handelsstad ontwikkelde. In de sovjettijd heette dit gebied oblast Koejbysjev; naar de toenmalige naam van de hoofdstad Samara.
Er is een gevarieerde en goed ontwikkelde industrie. De vondst van aardolie heeft bijgedragen aan de rijkdom van de regio. Belangrijke economische sectoren zijn de olieraffinage, chemische industrie, vliegtuig- en autobouw. Het betekent echter ook een zware belasting voor het milieu.
De hoofdstad is de gelijknamige stad Samara. Andere belangrijke steden zijn Syzran en Toljatti.

## Demografie
| 1926      | 1939      | 1959      | 1970      | 1979      | 1989      | 2002      |
| --------- | --------- | --------- | --------- | --------- | --------- | --------- |
| 1.454.000 | 1.644.000 | 2.256.000 | 2.751.000 | 3.093.000 | 3.266.000 | 3.239.700 |